# Pervomaiski (Staronijesteblíevskaia)
Pervomaiski - Первомайский (rus) - és un khútor del krai de Krasnodar, a Rússia. És al delta del riu Kuban, a la vora dreta de l'Anguélinski. És a 16 km a l'oest de Poltàvskaia i a 56 km al nord-oest de Krasnodar. Pertany a la stanitsa de Staronijesteblíevskaia.